# Cecily Adams

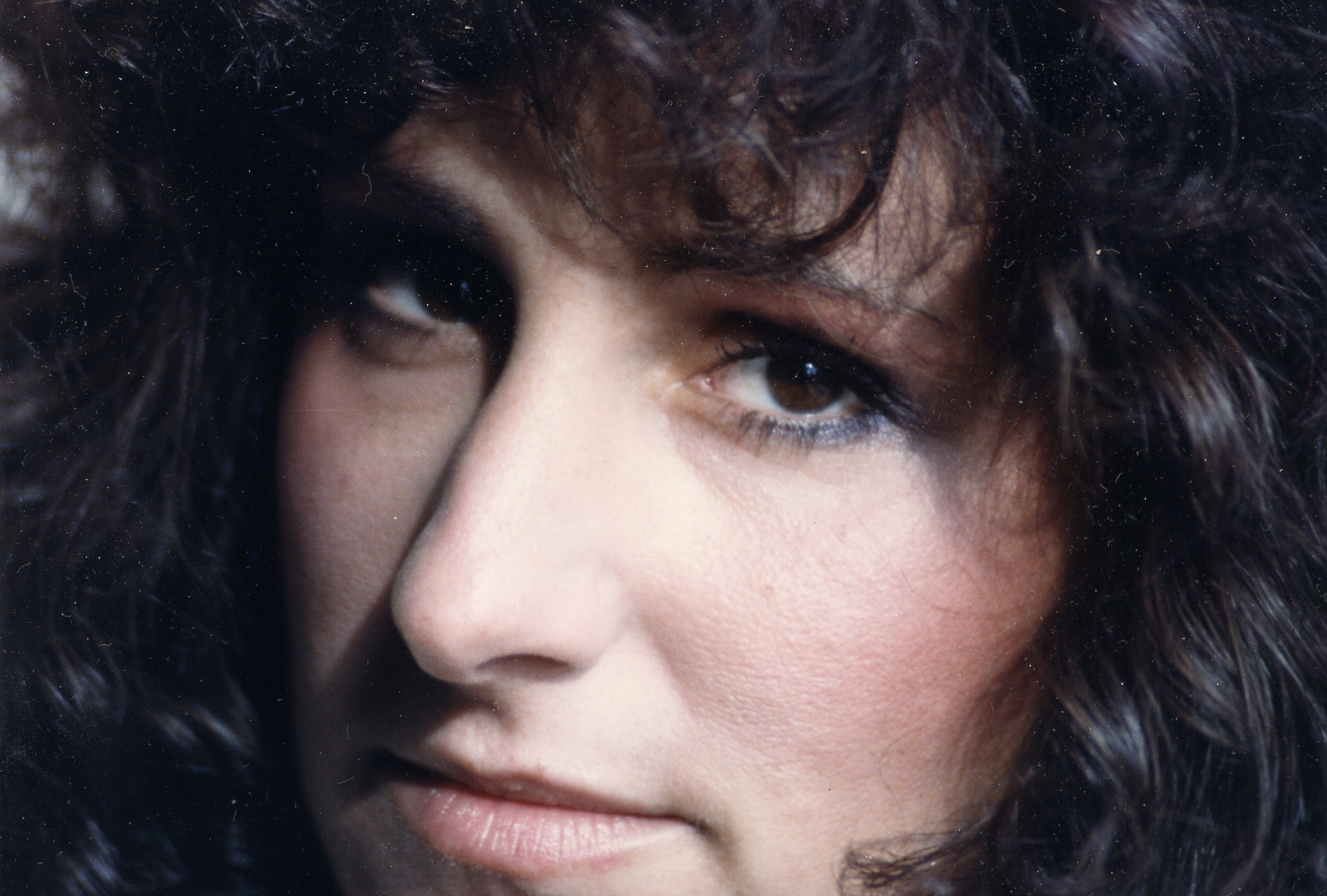
Cecily Adams

Cecily Adams (* 6. Februar 1958 in Queens, New York City, New York; † 3. März 2004 in Los Angeles, Kalifornien) war eine US-amerikanische Schauspielerin und Regisseurin.
Sie wurde vor allem als Quarks Mutter Ishka in Star Trek: Deep Space Nine bekannt. Ihr Vater war der Schauspieler Don Adams. Von 1989 bis zu ihrem Tod war Adams mit dem Schauspieler Jim Beaver verheiratet. Aus dieser Ehe ging 2001 eine Tochter hervor. Adams starb an Lungenkrebs.

## Filmografie (Auswahl)
- 1982: Simon & Simon (Fernsehserie, 1 Folge)
- 1982: Quincy (Quincy M.E., Fernsehserie, 1 Folge)
- 1988: Der Equalizer (The Equalizer, Fernsehserie, 1 Folge)
- 1989: Die nackte Bombe II (Get Smart, Again!, Fernsehfilm)
- 1991: Little Secrets
- 1991: Equal Justice (Fernsehserie, 1 Folge)
- 1993: Absturz in die weiße Hölle (Ordeal in the Arctic, Fernsehfilm)
- 1993: Melrose Place (Fernsehserie, 1 Folge)
- 1995: Hör mal, wer da hämmert (Home Improvement, Fernsehserie, 1 Folge)
- 1995: Cleghorne!  (Fernsehserie, 1 Folge)
- 1996: Murder One (Fernsehserie, 1 Folge)
- 1997: Just Shoot Me – Redaktion durchgeknipst (Just Shoot Me!, Fernsehserie, 1 Folge)
- 1997: Party of Five (Fernsehserie, 1 Folge)
- 1997: Murphy Brown (Fernsehserie, 1 Folge)
- 1997: Jenny (Fernsehserie, 1 Folge)
- 1997–1999: Star Trek: Deep Space Nine (Fernsehserie, 5 Folgen)
- 1999: Total Recall 2070 (Fernsehserie, 1 Folge)